# Városföld
Városföld là một thị trấn thuộc hạt Bács-Kiskun, Hungary. Thị trấn này có diện tích 62,87 km², dân số năm 2010 là 2165 người, mật độ 34 người/km².